# 喉褶蜥属
喉褶蜥属（学名：Ptyctolaemus）是爬行纲有鳞目飞蜥科的一属，也有资料将其归属于鬣蜥科。

## 特征
喉褶蜥属蜥蜴躯干侧扁，背鳞具棱；具有一低矮颈褶，没有背鬣；喉部具有三对平的纵褶，后端弯向中线呈“U”字形；鼓膜被鳞；无肛前孔或股孔。

## 种类
本属目前已知3种：
- 钦敦喉褶蜥 Ptyctolaemus chindwinensis Liu，Hou，Lwin & Rao，2021
- 颈冠喉褶蜥 Ptyctolaemus collicristatus Schulte & Vindum, 2004[3]
- 喉褶蜥 Ptyctolaemus gularis (Peters, 1864)